# Epichernes aztecus
Espèce
Epichernes aztecus est une espèce de pseudoscorpions de la famille des Chernetidae.

## Distribution
Cette espèce est endémique de Mexico au Mexique.

## Habitat
Elle se rencontre dans le terrier de Neotomodon alstoni.

## Description
Le mâle holotype mesure 3,42 mm, les mâles mesurent de 2,42 à 3,72 mm et les femelles de 3,35 à 4,61 mm.

## Publication originale
- Muchmore & Hentschel, 1982 : Epichernes aztecus, a new genus and species of pseudoscorpion from Mexico (Pseudoscorpionida, Chernetidae). Journal of Arachnology, vol. 10, no 1, p. 41-45 (texte intégral).